# Shorts at Moonlight

Logo des Festivals

Das Open-Air-Kurzfilmfestival (Eigenschreibweise: KurzFilmFestival) Shorts At Moonlight wurde 2003 ins Leben gerufen und hat sich, mit seinen rund 9000 Besuchern, zu einem der größten deutschen Kurzfilmfestivals entwickelt. Nachdem es seit der Corona-Pandemie kaum noch Veranstaltungen gegeben hatte, wurde der Trägerverein 2024 endgültig aufgelöst.
Das Festival entstand als Privatinitiative 2003 aus dem Wunsch heraus, dem Kurzfilm in der Rhein-Main- und Main-Taunus-Region eine größere Bühne zu bieten. Während des jährlich im Sommer stattfindenden Festivals wurden über 100 Kurzfilme, überwiegend aus Deutschland, in verschiedenen Schlössern und Parks der Region gezeigt. Aufgrund des Erfolgs und der Publikumsresonanz wurden die besten Filme des Sommerprogramms in der Winteredition im Kino wiederholt. Gastgeber dieser ab 2006 wiederkehrenden Veranstaltung waren das Cinestar Metropolis in Frankfurt am Main und das Cinestar in Mainz.
Jedes Jahr wurde unter anderem der Škoda-Kurzfilmpreis vergeben, mit dem das Publikum seinen Lieblingsfilm kürte. Des Weiteren wurde der Main-Taunus-Preis als Fachjurypreis an Filme vergeben, die sich mit dem Thema „Gewalt-sehen-helfen“ kreativ auseinandersetzten.
Veranstaltet wurde das Festival von dem gemeinnützigen Verein Shorts At Moonlight Kurzfilmfestival e. V. Dieser wurde 2003 von Gudrun Winter gegründet und hatte es sich zur Aufgabe gemacht dem Genre Kurzfilm zu mehr Aufmerksamkeit zu verhelfen.